# Tiszaladány
Tiszaladány é um município da Hungria, situado no condado de Borsod-Abaúj-Zemplén. Tem 22,19 km² de área e sua população em 2015 foi estimada em 643 habitantes.